# Cella di Golay

Schema di una cella di Golay

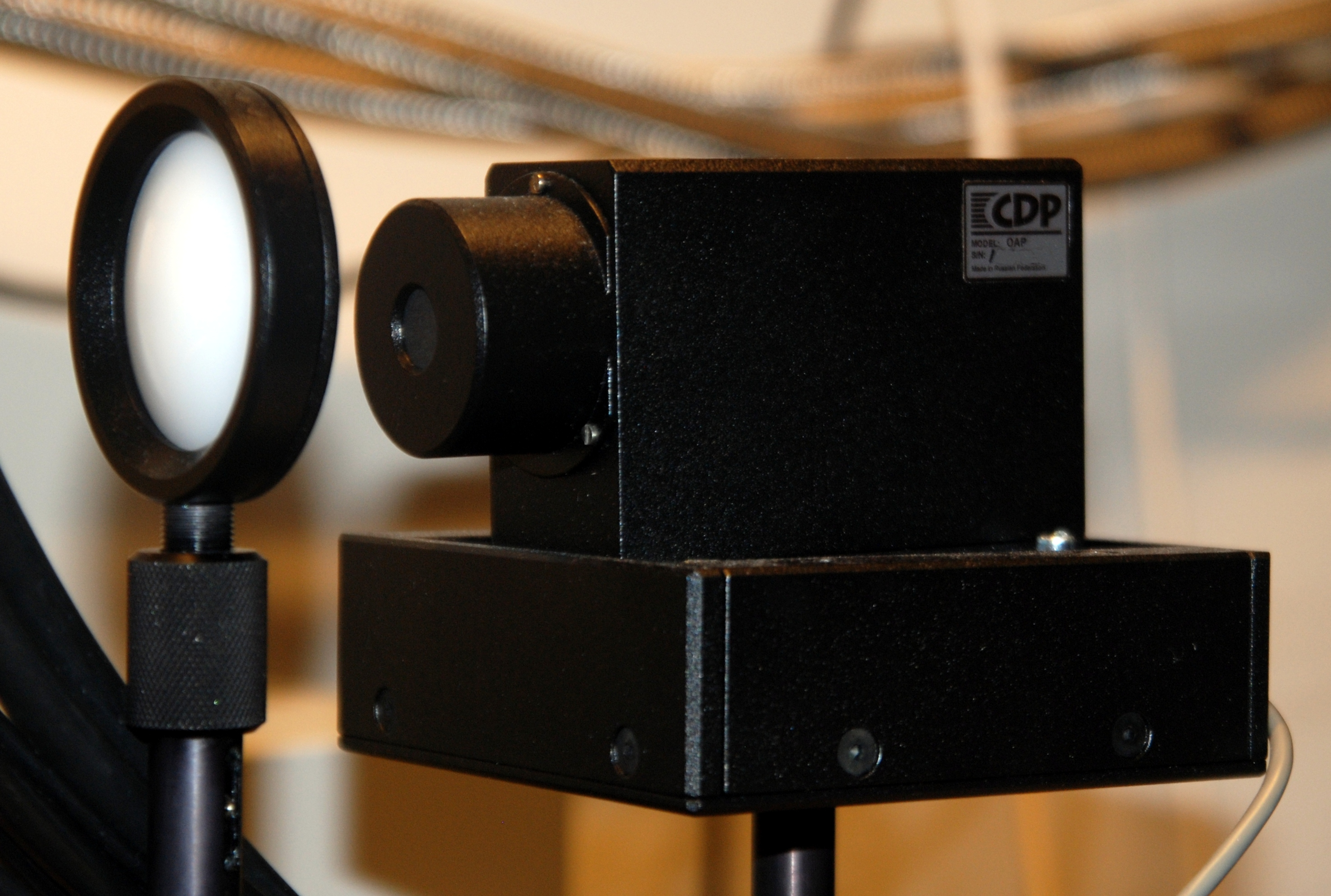
Cella di Golay utilizzata come rivelatore di radiazione Terahertz

La cella di Golay (nota anche come rivelatore di Golay), dal nome di Marcel J. E. Golay che la sviluppò intorno al 1947, è un dispositivo cilindrico impiegato principalmente come rivelatore nella spettroscopia infrarossa. Rappresenta una cella alle cui estremità sono presenti degli specchi, di cui uno contiene depositato uno strato metallico annerito che lo rende sensibile alla radiazione elettromagnetica. All'interno è contenuto gas xeno.

## Funzionamento
Il principio di funzionamento della cella di Golay sfrutta l'effetto pneumatico. La radiazione incidente, che passa attraverso l'estremità costituita dallo specchio annerito, produce un riscaldamento del gas contenuto all'interno. A seguito di tale riscaldamento si ha un aumento di pressione del gas che provoca una deformazione del sottile specchio ricurvo posto all'altra estremità. In base all'entità di tale deformazione, un fotorivelatore posto all'uscita del raggio ottico produce un segnale variabile proporzionalmente.

## Vantaggi e svantaggi
Il rivelatore di Golay possiede una risposta lineare lungo un intervallo di lunghezze d'onda che va dall'ultravioletto fino a tutto l'infrarosso. È molto sensibile e possiede un tempo di risposta di 10-2 s. Il costo elevato, rispetto ad altri rivelatori utilizzati per l'infrarosso, e una certa fragilità meccanica sono i principali svantaggi legati al suo uso.